# 혁신적 성간 탐사선
혁신적 성간 탐사선은 2003년 제안된 우주선으로, 성간매질을 탐사하는 우주선이다. 목적은 외태양계의 우주 방사선의 양과 종류를 측정하고, 태양권 탐사와 함께 자기장 측정을 하는 것 등이 있다.

## 역사와 제작배경
2003년 9월, NASA의 비전 연구 프로그램의 일환으로 제안되었으며, 최종 선출되었다. 이후 미국의회의 예산을 배정받았으나, 시작부터 기존 예산과는 비교도 안되는 어마무시한 예산이 들어간다는 계산이 나오자, 이 계획은 취소되었다.

## 장비
- 자력계: 외태양계의 자기장을 측정하는 것이 목표다.[5]
- 방사선 측정기: 방사선의 양과 종류 등을 측정하는 것이 목표다.
- 질량분석기: 성간매질을 질량분석하는 것이 목표다.

## 발사
2014년에 델타 IV 헤비로 발사하는 것이 목표였으나, 취소되었다.

## 지원, 개발, 투자
- NASA
- JPL
- GSFC
- ULA

## 같이 보기
- 뉴 허라이즌스 2호
- 뉴 허라이즌스